# Lee Hoi-taek
Lee Hoe-taik (Gimpo, 11 de outubro de 1946) é um ex-futebolista profissional e treinador de futebol coreano, que atuava como atacante.

## Carreira
Lee Hoe-taik treinou o elenco da Coreia do Sul na Copa do Mundo de 1990. 